# Progettazione modulare
La progettazione modulare in architettura è una progettazione basata su una misura base, il modulo assegnato dal progettista, che guida la definizione di tutte le misure di fabbricazione.

## Storia
In antichità, la mancanza di unità di misura rendeva questa operazione, oggi apparentemente gratuita, indispensabile. La progettazione usando un modulo permetteva di superare le difficoltà derivanti dalla presenza di misure diverse in località differenti anche se molto vicine. Questa differenza esisteva perché, in funzione del potere di una comunità, questa riusciva ad imporre alle altre comunità la misura più vantaggiosa nell'effettuare gli scambi commerciali: si comprava con unità grande e si vendeva pagata con unità piccola. Nelle costruzioni edili dove si combinavano materiali provenienti da diverse località queste differenze creavano problemi di esecuzione che l'architetto risolveva stabilendo inizialmente la misura con cui si sarebbe realizzata la costruzione.

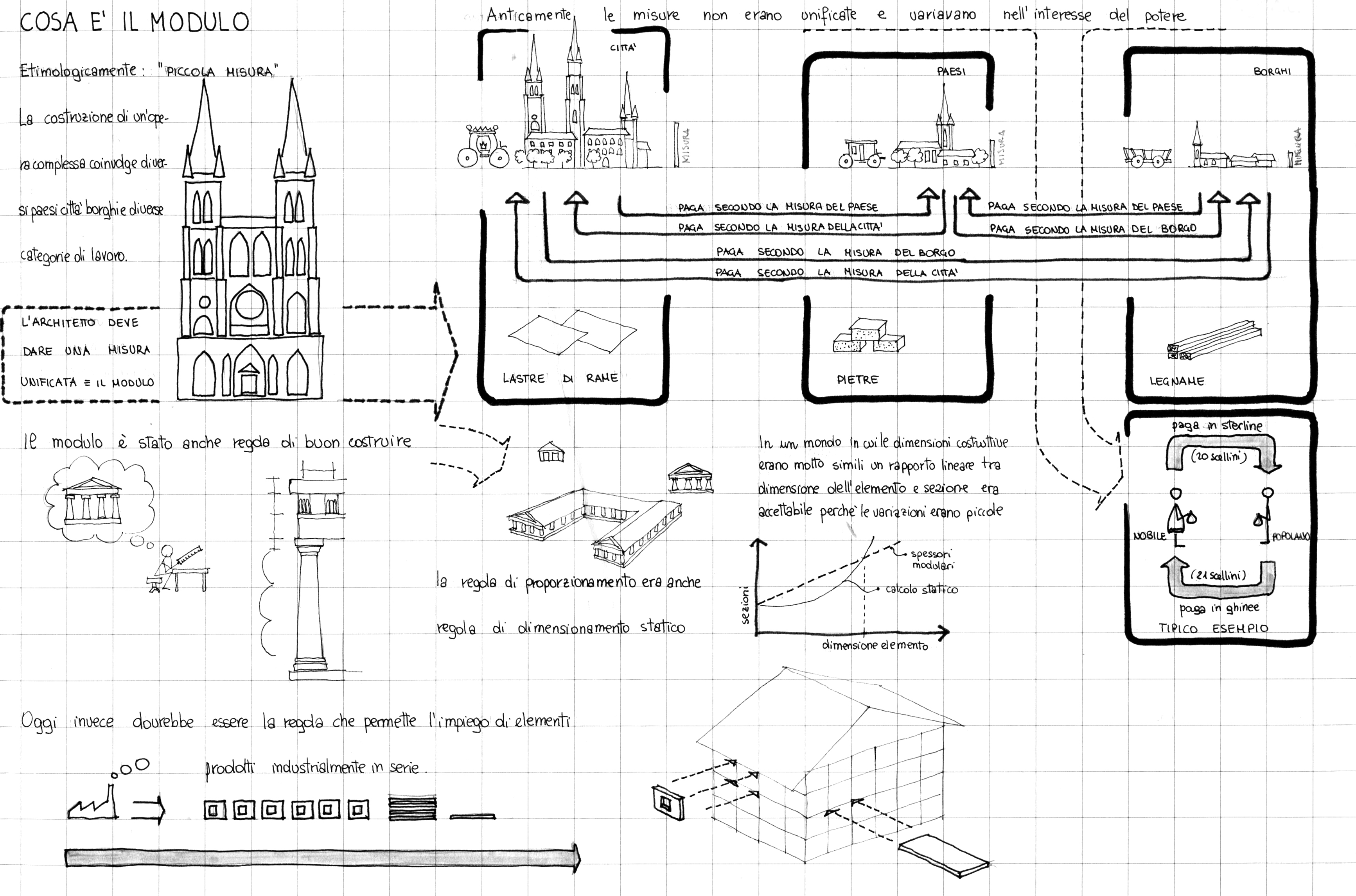
Modulo in antichità

Altra necessità era il fatto che le empiriche conoscenze tecniche del tempo venivano trasmesse come regole per buon costruire imponendo una serie di prescrizioni dimensionali legate a proporzioni da rispettare basate sul modulo. Erano regole che venivano imposte per un buon costruire espresse in una serie di prescrizioni dimensionali in forma di regole da rispettare.
Da Vitruvio. ai trattatisti e al Palladio.  Il modulo architettonico non è solo una misura di grandezza o una unità che viene ripetuta più volte, ma il sistema per realizzare forme equilibrate in un edificio o in un insieme di edifici. Queste proporzioni erano regole che definivano gli elementi strutturali. Il modulo era il diametro della colonna. Lo spessore della trave e delle cornici superiori dovevano essere il doppio del diametro della colonna (2 moduli) e l'altezza della colonna 10 volte il suo diametro (10 moduli).
Per compensare le differenti sollecitazioni che si verificavano con l'aumento della grandezza dell'edificio, le proporzioni cambiavano per stili diversi, consigliati per tipologie di costruzioni differenti, in funzione della loro grandezza. Questi stili diversi erano per Vitruvio:
- Picnostilio (Pycnostylo): 1,5 M di intercolumnio,
- Sistilio (Systylo): 2 M;
- Eustilio (Eustylo): 2,25 M (per Vitruvio era la migliore proporzione):
- Diastilio (Diastylo): 3M
- Areostilio (Araeostylo): 4M o maggiore (Per Vitruvio richiede un architrave in legno).

Questo ovviamente portava ad una definizione delle lunghezze delle trabeazioni, che poi venivano ulteriormente definite nei loro spessori da regole. 
Nei  I quattro libri dell'architettura del Palladio si possono leggere le regole per dimensionare. 
Questo modo di presentare le regole del buon costruire come aspetti formali ed estetici ha trasformato gli elementi costruttivi in elementi architettonici, impostati con canoni formali ben precisi. Questa regola fu denominata teoria delle proporzioni ed ebbe ampi sviluppi sia nei trattatisti dell'architettura rinascimentali, che in quella neoclassica e di altre epoche, dando vita al Palladiesimo.

## Tempi moderni
La nascita della scienza delle costruzioni permise di valutare la sicurezza delle scelte progettuali su precise conoscenze scientifiche. Questo ha reso del tutto inutili l'uso delle proporzioni dei trattattisti che sono state così abbandonate. È il teorizzato passaggio da un agire antico ad un fare moderno di Alexandre Koyré che si caratterizza con una ricerca di precisione nelle scelte progettuali.
Inoltre con la rivoluzione francese era iniziata l'era dell'unificazione delle misure ed era venuta anche a mancare la necessità  di quella empirica unità di misura.
Se l'uso del modulo nella progettazione architettonica, nella forma che si era vista diventa superato, con l'arrivo delle produzioni industriali di elementi da impiegare nelle costruzioni, rinasce come strumento per semplificare la costruzione. Le produzioni industriali hanno alla base del loro sviluppo la ripetizione in serie di uno stesso elemento. Se la costruzione nasce con l'assemblaggio di una serie di elementi uguali ecco che rinasce una costruzione modulare, dove il modulo è l'elemento costruttivo ripetuto (esempio il Crystal Palace del 1850 di Paxton  a Londra).
Il modulo da “modulo-misura” diventa “modulo-oggetto”. Il primo effetto di questa trasformazione si ebbe con l'unificazione delle dimensioni del materiale da costruzioni più antico, il mattone,   che venne prodotto in dimensioni unificate e logicamente portò al modulo definito da questa unificazione nelle produzioni.
Nacque così la modulazione ottametrica (un ottavo di metro) derivata dalla unificazione dei mattoni basati su misure che permettessero di comporre con gli elementi un muro di un metro ed altre attraverso le organizzazioni nazionali e internazionali nate per la definizioni delle standardizzazioni (ISO, UNI, EN). 
Sono ragioni produttivistiche che portano a questo interesse per l'impiego della modulazione nella progettazione architettonica e vi è anche una presa di coscienza che anche il settore delle costruzioni potesse trarre vantaggi da processi d'industrializzazione. 
Gli arretrati processi di fabbricazione richiedevano una normalizzazione delle gamme di produzione per raggiungere livelli di produzione compatibili con l'economicità di una meccanizzazione.
Questo portò alla nascita di un modulo più legato all'oggetto che alla misura. 
Dopo le devastazioni della seconda guerra mondiale gli enormi problemi legati alla ricostruzione portò in primo piano il problema di rendere più produttiva la costruzione edile. In questo quadro le organizzazioni internazionali tentarono di introdurre un modulo misura che potesse razionalizzare le produzioni edili. L'organizzazione più importante fu ed è il CIB (Conseil International du Batiment) ,fondato nel 1953 con il sostegno delle Nazioni Unite per stimolare e facilitare la collaborazione e lo scambio di informazioni internazionali tra istituti di ricerca governativi nel settore dell'edilizia e delle costruzioni.
Sotto la spinta del SBI (Statens Byggerforskninigsistutt) si arrivò a definire un coordinamento dimensionale sulla base di un modulo di 30 cm che ebbe poco successo fuori dalla Danimarca per la sua incompatibilità con il modulo ottametrico da tempo usato in Europa.
Anche se i vantaggi di un coordinamento dimensionale fossero teorizzati da molti studiosi, e molti vari tentativi sono stati fatti ed ancor oggi vengono fatti per introdurlo, ancora nel settore non esiste un qualcosa di affermato e consolidato. La ragione di questa situazione può essere imputata alla sostanziale anarchia artistoide con cui lavorano gli architetti o  alla complessità di elementi che concorrono a creare una costruzione ma resta il fatto che ad oggi non vi è  un modulo unificante qualsiasi operazione o elemento del settore, nonostante i tentativi di normalizzazione.

## Tendenza
Lo sviluppo delle tecniche di produzione e dei macchinari impiegati nella costruzione sta sviluppando l'impiego di elementi sempre più grandi e sempre più complessi verso quella tecnologia che va sotto il nome di POD (Proof Of Delivers).
Inoltre la dinamica dello sviluppo delle produzioni con la produzione snella, che diventa sempre più evoluta e flessibile, farebbe pensare che in futuro non esisteranno più vincoli dimensionali nei prodotti da impiegare. Al tempo stesso osserviamo che vi è una estensione delle standardizzazioni in campo della progettazione che ha raggiunto gli strumenti di disegno e gestione computerizzato del processo con ad esempio la definizione del ISOBIM    i cui effetti sono tutti da scoprire. Nuovi scenari si prospettano anche con l'affermarsi dei movimenti di pensiero come quello dell'Architettura Open Source, che grazie a logiche modulari e standard condivisi, sperimenta produzioni sostenibili e progettazioni inclusive.

## Tecnica
Per progettare modularmente si utilizza un reticolo modulare e un ordito di riferimento, plurimodulare. Questi due elementi guidano le scelte dimensionali ed il progetto nasce e si sviluppa con dimensioni modulari. Se si usa un CAD, sistema di grafica computerizzata, questi elementi stanno in layer appositamente dedicati. L'ordito di riferimento ha le linee che terminano con un cerchio contenente il numero o la lettera assegnata. Anche nei disegni dei particolari vi sono i riferimenti modulari che semplificano l'esecuzione.

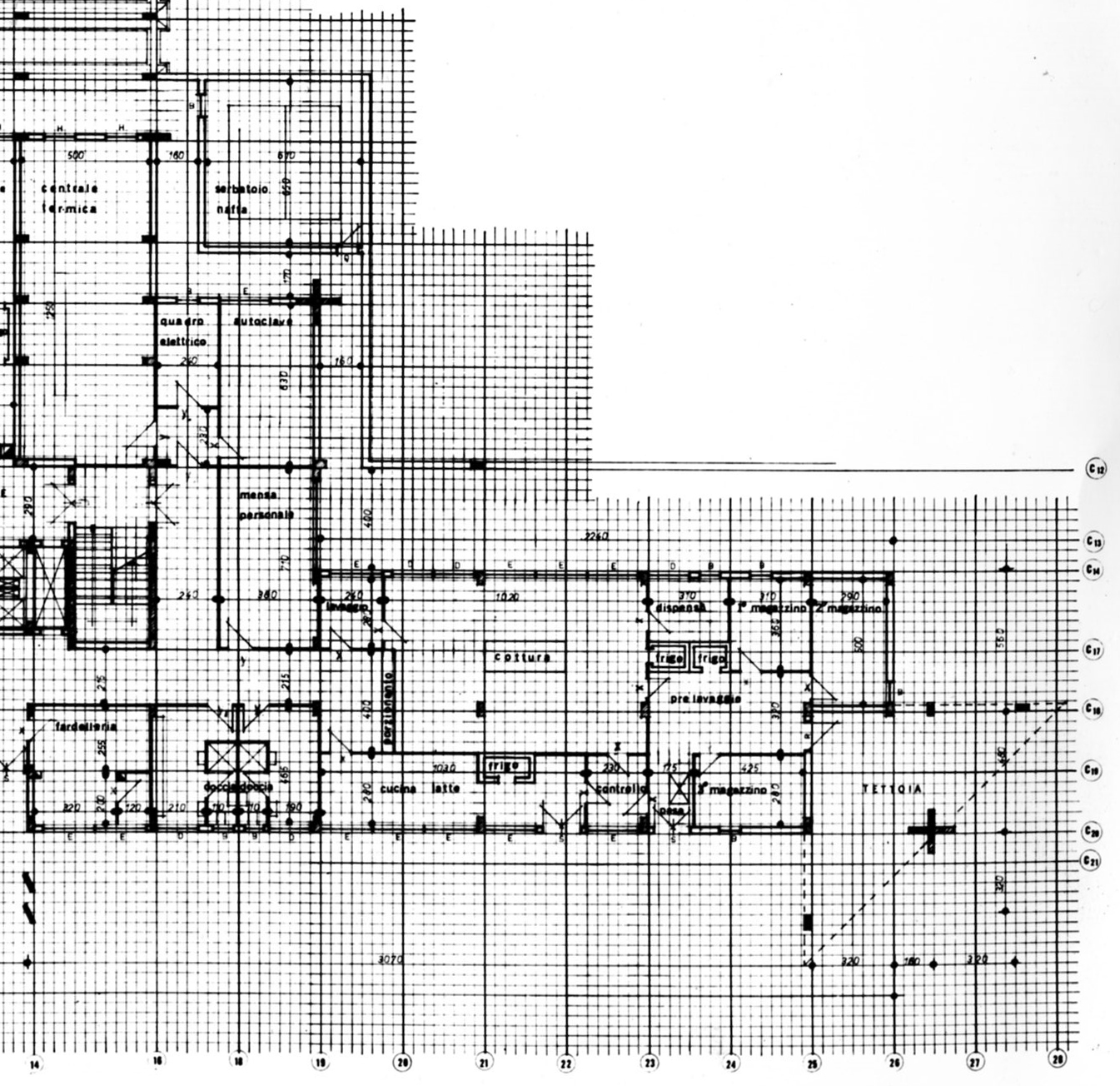